# Adrián Colunga
Adrián Colunga Pérez (* 17. November 1984 in Oviedo) ist ein ehemaliger spanischer Fußballspieler.

## Karriere

### Anfänge
Das Fußballspielen lernte Colunga in den Jugendmannschaften von CD Covadonga und von Sporting Gijón. Nach dem vergeblich erwarteten Debüt in der ersten Mannschaft Gijóns wurde Colunga im Jahr 2002 nach Turón ausgeliehen, um dort Spielpraxis zu sammeln. Nach acht Toren in acht Spielen kehrte er nach einem Jahr zu Gijón zurück, wurde jedoch weiter zum Club Marino de Luanco verliehen, um erneut etwas spielen zu können.
Nach einem weiteren Jahr bei diesem Verein kehrte Colunga erneut zurück, wurde allerdings wiederum in den Norden Gijóns an den UC Ceares ausgeliehen.

### Zahlreiche Transfers in wenigen Jahren
Nach diesen drei Ausleihen blieb Colunga erst einmal in der zweiten Mannschaft von Sporting Gijón und erzielte dort in 28 Spielen neun Tore, ehe er im Jahr 2005 erneut zu Marino de Luanco verliehen wurde. Nach der wiederum erfolgten Heimkehr wechselte Colunga im Jahr 2006 fest zum CD Atletico Soledad nach Palma auf Mallorca. Nach einer, für Colunga persönlich, recht erfolgreichen Saison mit neun Toren in 16 Spielen, wechselte er dennoch zum UD Pájara Playas de Jandía und blieb diesem Club ein Jahr erhalten, ehe ihn UD Las Palmas kaufte.
Auch hier war Colunga weiterhin erfolgreich und erzielte 13 Tore in 34 Spielen für den Verein, den er trotzdem erneut nach einem Jahr wieder verließ, um sich im Jahr 2008 für vier Jahre und 2,7 Millionen Euro Recreativo Huelva anzuschließen. Dort erzielte er gleich in seinem ersten Spiel für den neuen Verein das einzige Tor und sicherte so den Recre-Auftaktsieg der Saison 2008/2009 gegen Betis Sevilla.

### Gegenwärtige Karriere
Nach zwei mehr oder weniger guten Jahren bei Recreativo Huelva wurde Colunga 2010 trotzdem zum bereits fünften Mal in seiner Karriere an einen anderen Verein, in diesem Fall Real Saragossa, ausgeliehen. Dort blieb er ein Jahr und erzielte in seinen 16 Spielen den Verein sieben Tore, die ihn trotz der kurzen Bindung beim Verein zum Topscorer des Teams machten.
Nach der Rückkehr nach Huelva wurde Colunga am 6. August 2010 an den FC Getafe verkauft. Im Gegenzug wechselte Kepa Blanco von Getafe nach Huelva.